# Bomchen
Bomchen är en ort i Mexiko.   Den ligger i kommunen Zinacantán och delstaten Chiapas, i den sydöstra delen av landet, 700 km öster om huvudstaden Mexico City. Bomchen ligger 2 293 meter över havet och antalet invånare är 289.
Terrängen runt Bomchen är kuperad åt nordost, men åt sydväst är den bergig. Runt Bomchen är det tätbefolkat, med 459 invånare per kvadratkilometer. Närmaste större samhälle är San Cristóbal de las Casas, 11,6 km öster om Bomchen. Omgivningarna runt Bomchen är en mosaik av jordbruksmark och naturlig växtlighet.